# Янчевецкий, Дмитрий Григорьевич
Дми́трий Григо́рьевич Янчеве́цкий (4 (16) мая 1873, Киев — 28 августа или 12 сентября 1938) — русский журналист, писатель-востоковед и редактор, педагог. Брат писателя Василия Яна. Главный редактор газеты «Приамурские ведомости» (1903—1904).

## Ранние годы
Отец — Григорий Андреевич Янчевецкий — директор ревельской Николаевской гимназии (в 1891—1901 гг.), родом с Волыни, из священнического рода. Мать — Варвара Помпеевна Магеровская, запорожская казачка.
Окончил Ревельскую Александровскую гимназию в 1890 году, затем Восточный факультет Санкт-Петербургского государственного университета. В 1896 году наладил издание литературного сборника произведений студентов для помощи малоимущему студенчеству и организации бесплатной столовой.
Во время восстания ихэтуаней 1900—1901 годов получил известность как обозреватель газеты «Новый Край» (с 1900 г.), выходившей в Порт-Артуре. Как рядовой стрелок во 2-м и 10-м Восточно-Сибирских полках стал очевидцем всех основных боевых действий, был проводником у передового отряда генерала Н. А. Василевского, штурмовавшего Пекин, но не брал в руки оружия, чтобы не стрелять в ихэтуаней. Кульминацией войны стало взятие Пекина, о чём Янчевецкий писал: «Пекин был взят кровью и потом двух верных союзников — русских и японцев, с которыми мы впервые, огнём и ядрами, испытали братство по оружию».
После публикации дневниковой книги «У стен недвижного Китая: Дневник корреспондента „Нового Края“ на театре военных действий в Китае в 1900 году» (1903) (о подавлении восстания ихэтуаней) он был избран членом Французской литературной академии по рекомендации президента Франции. Во время русско-японской войны (1904—1905) — первый главный редактор бюллетеня «Вестник Маньчжурской армии» (1-я военно-полевая газета России).
Женился на Александре Ивановне Огневой.

## Мировая война и революция
Во время Первой мировой войны венский корреспондент газеты «Новое время» Янчевецкий подвергся уголовному преследованию со стороны австро-венгерских властей за государственную измену (сообщал газете сведения военного характера). Участник процесса над русинами (21 июня — 25 августа 1915, Вена, ландвер, военный дивизионный суд): известными галицкими русофилами, депутатами австрийского парламента д-ром Д. А. Марковым, В. М. Куриловичем и др. Приговорён 21 августа к повешению. Николай II через испанского короля Альфонса XIII добился замены смертной казни на пожизненное заключение. Находился в каземате крепости Терезин. В 1916 году выпущен на свободу.
С весны 1917 года в Полтаве, у родственников жены, в 1918 году редактор газеты «Родной край» в Полтаве при белых, в 1919 там же при белых редактирует «Голос юга» (где пишет, в частности, так: «Добровольческая армия — это не банда, как ее называет Ленин, умеющий говорить только базарным либо разбойничьим языком. Это тот крепкий „бандаж“ доблести и патриотизма, который охватит и стянет всю Россию в мощное государство, верное родной старине, но новое по духу») и вместе с белой армией отступил к Ростову-на-Дону.
В Ростове-на-Дону работал учителем истории, переводчиком на радиотелеграфной станции губотдела ГПУ и в штабе Северо-Кавказского военного округа, преподавал экономическую географию в школе Транспортного отдела ГПУ, зарабатывал переводами и частными уроками, сотрудник Донплана.

## Репрессии
В июне 1927 года Янчевецкий был арестован в Ростове-на-Дону. Обвинён в членстве в «контрреволюционной организации, обсуждавшей текущую политическую обстановку в тенденциозном освещении, осуждая установленный режим». В частности, как сообщил осведомитель, Янчевецкий рассуждал, что хорошо бы дать избирательное право буржуазии, узаконить Тихоновскую церковь, предоставить свободу воззрений в области философии и позволить вернуться двум миллионам эмигрантов, чьи силы и умения пригодились бы стране. Виновности в антисоветском заговоре Янчевецкий не признал, держался стойко. На допросах он говорил, что русская интеллигенция давно примирилась с революцией и работает самым добросовестным образом в советских учреждениях. Если и есть недовольные, то на экономической почве: скудное жалование, постоянные сокращения штатов, безработица и дороговизна. Великий исторический сдвиг совершён, и поднимая однажды тост за возрождение России, он подразумевал строительство нового сильного государства.
12 июля 1927 года на заседании тройки Полномочного представительства ОГПУ по Северо-Кавказскому краю Янчевецкому вынесли приговор по четырём пунктам статьи 58 УК РСФСР: участие в контрреволюционной организации, сношения с представителями иностранных государств в преступных целях, недонесение о контрреволюционном заговоре и агитация, призывающая к свержению советской власти. Был приговорен к 10 годам заключения, направлен в СЛОН, где работал лектором в культурно-просветительском отделе, в криминологическом кабинете в лагере на острове Анзер. О Янчевецком упоминают в мемуарах Дмитрий Лихачёв и архимандрит Феодосий. «Он был стар, и работа в Кримкабе просто продлевала ему жизнь».
В 1933 году был освобождён, поселился в Костроме, где в текстильном техникуме преподавал иностранные языки, был вновь арестован 4 ноября 1937 года, обвинения: шпионаж, антисоветская агитация, высказывал пораженческие настроения (ст. 58-10, 58-6). Умер во время следствия в Ярославле в тюремной больнице в Коровниках или был расстрелян; родственникам сообщили о его смерти в больнице от «декомпенсированного миокардита».

## Сочинения
- У стен недвижного Китая: Дневник корреспондента «Нового края» на театре военных действий в Китае в 1900 г. — СПб.; Порт-Артур, издание П. А. Артемьева, 1903
- Гроза с Востока: Задачи России. Задачи Японии на Дальнем Востоке: Очерки. — Ревель, 1907
- Японский язык в С.-Петербурге // Россия. — 4 мая 1908.
- Мариану Феофиловичу Глушкевичу // Илл. народный календарь на 1928 год. — Львов, изд. о-ва им. М. Качковского, 1927 (Стихотворение пронизанное реминисценциями о соучастниках венского процесса).